# Bollettino di guerra n. 887

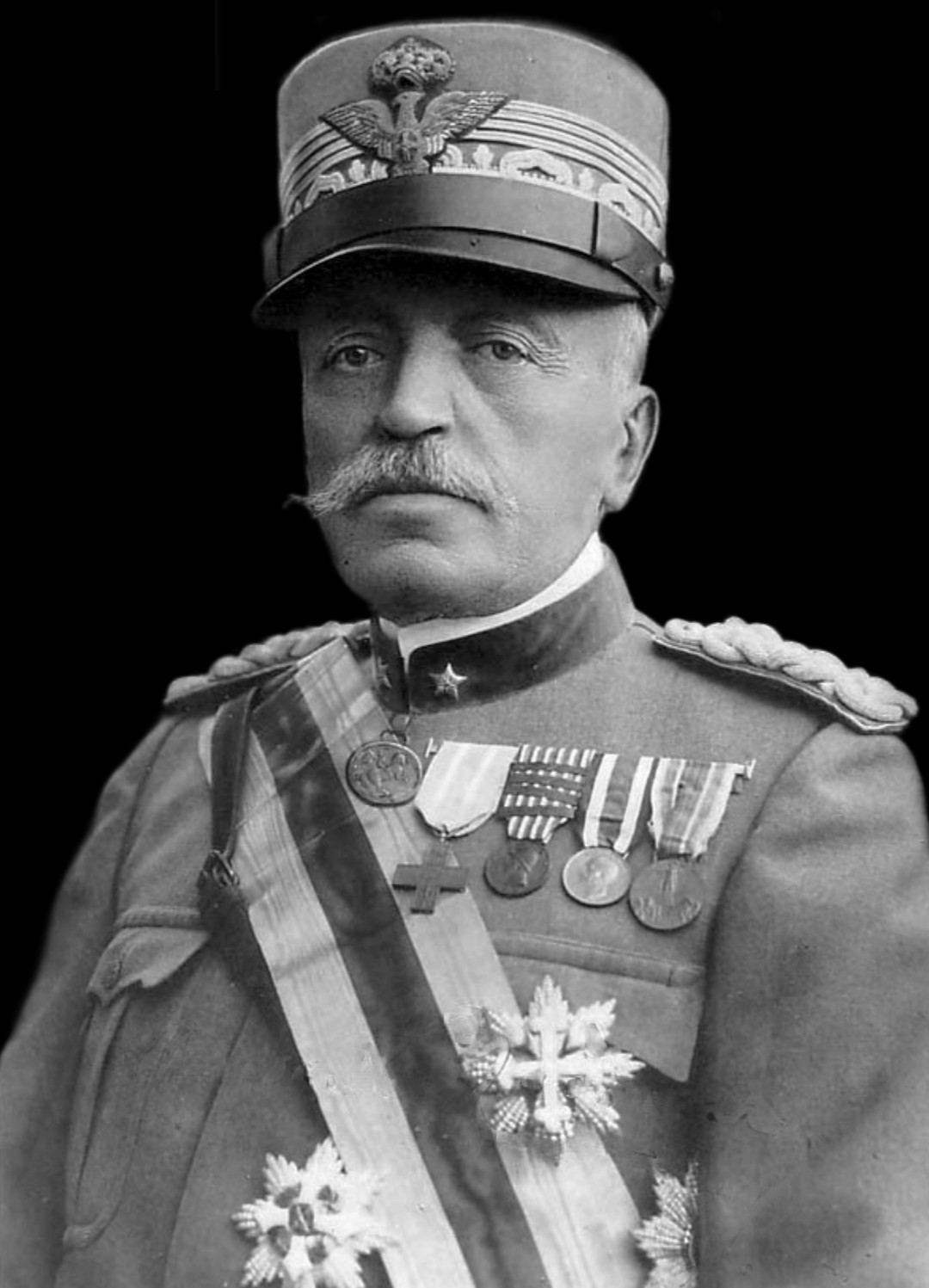
Il tenente generale Luigi Cadorna

Il bollettino di guerra n. 887 fu un comunicato emanato il 28 ottobre 1917 dal comando supremo militare italiano e firmato dal generale capo di stato maggiore Luigi Cadorna, con il quale il comandante del Regio Esercito riassumeva gli avvenimenti successivi allo sfondamento austro-tedesco di Caporetto, indicando genericamente alcuni reparti italiani della 2ª Armata quali colpevoli della disfatta sul fronte italiano. La versione originale del comunicato, poi emendata dal governo per la sua diffusione pubblica, indicava la causa della sconfitta e della successiva ritirata fino al Piave alla mancata resistenza di alcuni reparti «vilmente ritiratisi senza combattere» e «ignominiosamente arresisi al nemico». 
Il governo Boselli agì in questo modo a causa dell'indeterminatezza del comunicato, della mancanza di autocritica da parte dei comandi e, soprattutto, della totale colpevolizzazione della truppa per la rotta; ma non fu possibile modificare il bollettino destinato all'estero, dato che fu trasmesso simultaneamente a Roma e a una stazione radiotelegrafica addetta allo scopo. Tra gli italiani circolò dunque una versione lievemente modificata nella parte iniziale, ma che fu comunque sufficiente a gettare nello sconforto l'opinione pubblica, mentre all'estero fu immediatamente diffusa la versione originale, producendo «gravissima impressione in ogni ambiente».

## Il bollettino
Nella notte tra il 24 e il 25 ottobre 1917, nella zona tra Caporetto, Tolmino e Plezzo, la linea italiana fu sfondata dall'offensiva austro-tedesca: ne seguì una vera e propria rotta che, in circa due settimane, fece arretrare il fronte italiano di 150 chilometri, dall'Isonzo al Piave. Il comando supremo fu preso alla sprovvista, i comandanti si trovarono in grosse difficoltà a guidare una ritirata non prevista e non preparata, amplificata dagli eccezionali problemi di comunicazione fra reparti e dal cedimento della disciplina in gran parte delle unità della 2ª Armata. In Italia come negli altri paesi in guerra vigeva una rigida censura, perciò la stampa tardò molto a parlare con precisione di Caporetto; si indicò genericamente un arretramento del fronte, ma per mesi l'opinione pubblica non conobbe con precisione l'entità della sconfitta. Paradossalmente, l'unico che fin da subito sembrò non avere dubbi su quanto successo il 24 ottobre fu il tenente generale Luigi Cadorna, che aspettò il 28 per diffondere il bollettino n. 887 recante le notizie della rotta; invece, i bollettini di guerra austriaci e tedeschi inneggiarono fin da subito alla vittoria. Il testo originale recitava:
Il testo del comunicato faceva dunque ricadere totalmente la colpa del disastro militare sugli uomini al fronte, ma, appena giunto tra le mani dei vertici politici della nazione, fu leggermente corretto nel primo capoverso e reso relativamente meno accusatorio nei confronti dei soldati:
L'ordine era arrivato dal presidente del Consiglio Vittorio Emanuele Orlando, insediatosi al governo in seguito delle dimissioni dell'esecutivo Boselli, travolto dall'enormità della sconfitta. Orlando aveva agito non tanto per amore della verità, che nessuno conosceva perché dal fronte giungevano sempre notizie filtrate dalla censura, quanto per una generica fiducia nella tecnica di appianamento tesa a smussare i problemi, che aveva consigliato di trasformare in "deficiente" la "mancata resistenza" della 2ª Armata. Tuttavia le copie dei giornali all'estero erano già pervenute e, quindi, l'unico comunicato a essere conosciuto fu quello non edulcorato.

## Analisi storiografica del bollettino

### Considerazioni generali
(Lucio Ceva, Le forze armate, Utet, 1981, p. 139.)
Secondo lo storico Nicola Labanca, ciò che salta subito agli occhi a una lettura del bollettino è che – nonostante ogni ragionevole nebbia di guerra – Cadorna diede subito l'impressione di aver trovato i colpevoli, ossia i soldati, e per certi versi anche il governo, dato che solo all'esercito e al comando supremo «sono affidati l'onore e la salvezza della Patria». Dello stesso avviso fu anche Nicola Tranfaglia il quale, nel suo La prima guerra mondiale e il fascismo, scrive che nel bollettino fu implicitamente indicata la classe politica come corresponsabile del disastro; ciò portò in seguito a reazioni negative da parte dell'opinione pubblica e anche nel fronte interventista moderato. L'interventista Ferdinando Martini, ad esempio, appuntò nel suo diario in data 28 ottobre 1917: «Questo bollettino perfido che nulla dice di quanto si vorrebbe sapere è perfido perché, anziché dar fiducia al paese, ne deprime l'animo lasciando credere che i soldati non si battono (e si sono avuti episodi eroici di resistenza specie contro i tedeschi); questo bollettino era ancor più perfido e più dissennato quale fu redatto dallo Stato Maggiore ...».
Secondo lo storico Marco Mondini, il bollettino rappresenta uno dei testi più controversi del Novecento italiano, un caso clamoroso di suicidio mediatico. Influenzò negativamente la carriera dello stesso Cadorna (Orlando non gli perdonò mai l'accusa rivolta ai soldati e il documento pesò nella decisione della sua sostituzione con il generale Armando Diaz) e diede forza all'antimito degli italiani «che non sanno battersi», che lo stesso comandante supremo legittimò con l'aspra critica alla 2ª Armata – ancorché sia stata la più grande unità campale schierata dall'Italia: egli era convinto che il bollettino richiamasse una verità evidente cui credette fino in fondo, «tanto da non accorgersi di quanto imbarazzante fosse diventato, anche per i suoi più strenui sostenitori, il ricordo di quell'infausto testo». Quando comparve davanti alla Commissione d'inchiesta, ne difese con forza la paternità, negò qualsiasi tentativo d'autoassoluzione e concluse: «non per capriccio momentaneo, ma per ragioni molto serie, e tali apparse non a me solo, io redassi in quella forma che ancora oggi sottoscriverei». Dello stesso avviso di Mondini fu lo storico Gianni Pieropan, che vide il documento come un grave errore: «se dalla sua angolazione la denuncia del massimo responsabile militare aveva non poche giustificazioni, in pari tempo dimostrava la carenza della sensibilità indispensabile per analizzare quali fossero le ragioni e la cause fondamentali di taluni comportamenti che stavano comunque alla base degli eventi in atto. Nel tentativo di fornire una spiegazione o di trovarvi una giustificazione, si finiva per scaricare indiscriminatamente colpe e responsabilità proprio su coloro che avevano pagato e stavano pagando in prima persona il prezzo della guerra».
Nelle altre nazioni il bollettino sortì effetti parimenti negativi. Il 29 ottobre l'ambasciatore italiano a Londra, Guglielmo Imperiali di Francavilla, telegrafò al ministro degli Esteri Sidney Sonnino: «non debbo nascondere a V.E. che noto bollettino di ieri, per quanto non pubblicato dai giornali di oggi, non ha ricevuto meno larga circolazione e ha prodotto, secondo quanto mi viene riferito da varie parti, penosa impressione sulla grande maggioranza di coloro che l'hanno letto. I tristi avvenimenti così autorevolmente confermati accennano a generare in questa pubblica opinione, manifestatasi fin qui così spontaneamente cordiale, un senso di apprensione e di dubbio non solo sulla validità della resistenza ulteriore delle truppe ma anche sull'energico contegno col quale il paese nostro fronteggerà la grave situazione». Il capo del Gabinetto del ministero degli Esteri, Luigi Aldrovandi Marescotti, riportò nello stesso giorno sul suo diario: «Da ogni parte giungono dai nostri rappresentanti all'estero segnalazioni dell'impressione disastrosa prodotta dal bollettino di guerra del 28».
La lettura che Cadorna diede agli eventi – secondo lo storico Antonio Gibelli – fu evidentemente politica, simile al tenore del telegramma che aveva inviato al presidente del Consiglio il 27 («Esercito non cade vinto da nemico esterno, ma da quello interno») e che innervò chiaramente il bollettino n. 887. Il generale era infatti convinto che il più grande problema dell'esercito fosse la mancanza di disciplina, d'obbedienza e l'erosione della volontà combattiva della truppa, a causa della propaganda pacifista; sembra che la considerazione del fattore umano in una guerra di tali proporzioni, così logorante fisicamente e psicologicamente, non abbia mai sfiorato il comandante supremo italiano. Di fronte all'improvviso sfondamento del fronte, dunque, Cadorna reagì coerentemente alla sua concezione di guerra «diretta dall'alto» con strategie decise a tavolino, che dovevano solo essere applicate quali ne fossero i costi: l'esito della battaglia si poteva spiegare solo con la disobbedienza e la «vigliaccheria» dei soldati, stornando allo stesso tempo ogni sospetto di responsabilità dall'alto comando. Sempre secondo Gibelli, questa mentalità non era propria solo di Cadorna; il bisogno di cercare un capro espiatorio fu immediato e potente e circolò ampiamente nel paese. Anche a livello politico si diffuse la credenza che i soldati "colpevoli" fossero in qualche modo disertori, o traditori; un simile pensiero non fece altro che confermare la riluttanza a farsi carico della sorte dei prigionieri di guerra finché non fosse stata accertata la loro innocenza. Questa presunzione di colpevolezza significò lasciar morire migliaia di prigionieri di fame e stenti nei campi di prigionia austro-ungarici.
Secondo Mario Silvestri la "bugia" del bollettino fu comunque utile al governo per nascondere in un primo momento le vere cause della disfatta: incapacità dei comandi, errori marchiani, disubbidienze, impreparazione e mancanza di addestramento; se queste cause fossero trapelate si sarebbe probabilmente imposta l'idea che il disastro sarebbe stato irreparabile. In questo modo la classe politica e i comandi lasciarono diffondersi (e contribuirono a diffondere) ipotesi morali che spiegassero la disfatta, tutte legate al sospetto di tradimento dei soldati e alla propaganda pacifista e socialista che "inquinava" la truppa.

### L'ipotesi del tradimento
Anche se Cadorna e il comando supremo non avevano utilizzato nel bollettino la parola «tradimento», la stampa italiana nazionalista non perse l'occasione per appropriarsi di tale concetto; in alcuni giornali il bollettino fu addirittura modificato e iniziò a circolare una versione totalmente inventata:
Cadorna ricordava che a settembre, presso Carzano, si era presentato un reparto cecoslovacco che aveva contattato i comandi italiani, dichiarandosi disposto a tradire; ne dedusse che pure a Plezzo e a Tolmino alcuni reparti italiani dovevano essersi messi d'accordo con il nemico. Nel febbraio 1918 il generale dichiarò a Luigi Albertini, direttore del Corriere della Sera: «Io non ero presente [a Plezzo e Tolmino] e non posso dire come le cose sono andate. Me le immagino così. Non ci può essere stato un tradimento esteso; ma ci deve essere stato qualche tradimento parziale, che ha aperto dei varchi». Cadorna quindi credeva certamente che l'ipotesi del tradimento non fosse totalmente da escludere, e la riteneva una delle sole spiegazioni possibili per quello che era accaduto: «come del resto spiegare l'improvviso passaggio di quelle linee formidabili senza nessun segno di resistenza?».
In mancanza di altre spiegazioni, la tesi del tradimento fu accolta da moltissimi, soprattutto dai comandi dell'esercito. Il generale Antonino Di Giorgio rispose alla Commissione d'inchiesta che coloro che si ritirarono da Caporetto erano una «cloaca» da setacciare per scovare ed eliminare i «traditori»; anche il generale Giacinto Ferrero, nel 1917 in servizio in Albania, arringò i suoi uomini ricordando loro che, a causa di alcuni traditori schierati sull'Isonzo, la guerra si sarebbe trascinata ancora a lungo. Ma anche in campo politico la diceria circolò diffusamente. Il socialista riformista Leonida Bissolati si spinse ad affermare che una zona altamente sospettabile era quella di monte Vodil. In un discorso alla Camera di metà novembre, il ministro della Guerra Vittorio Luigi Alfieri affermò che le voci di un tradimento erano da ritenersi infondate ma, in privato, il presidente Orlando continuò a rifarsi all'ipotesi del tradimento. Il 28 ottobre Olindo Malagodi, direttore del La Tribuna, fu informato da un ufficiale che: «Non si sa, non si capisce perché; ma tutte le posizioni più formidabili, e considerate inespugnabili, alla testa delle valli sono state abbandonate con le loro artiglierie»; sempre Malagodi, durante un colloquio con Albertini, riferì che al suo interlocutore « [...] pareva ci fosse un'intesa. [...] Le brigate Foggia, Reggio e Roma si condussero nel modo più vergognoso, arrendendosi in massa senza combattere; la brigata Roma gridava: viva il Papa!». In realtà, la Brigata "Reggio" non si trovava nemmeno sull'Isonzo in quei giorni, ma le voci erano tanto numerose e convincenti che sembrarono confermare, all'opinione pubblica, che lo sfondamento era stato possibile a causa dell'accordo tra italiani e austro-tedeschi. L'irredentista Giovanni Amendola scrisse che: « [...] il XXVII corpo si squagliò, sparì misteriosamente, lasciando una falla enorme. Non mancano indizi che fanno sospettare un'intesa».
Totalmente insoddisfatti di quanto accadeva in Italia erano gli austro-tedeschi, i quali si resero conto che, per spingere Roma a chiedere l'armistizio, si sarebbe dovuto sapere che la sconfitta era imputabile alla sola incompetenza degli alti comandi italiani. Il 30 ottobre, quindi, aerei austriaci lanciarono sulle colonne in ritirata e sulle maggiori città del nord-est migliaia di volantini:
Anche i bollettini di guerra austriaci e germanici si guardarono bene dall'insinuare il sospetto che la vittoria fosse stata ottenuta con relativa facilità e perdite tutto sommato contenute. Il 25 ottobre il comunicato austriaco dichiarò che il nemico si era difeso strenuamente, quello tedesco assicurò che la resistenza era stata piegata dopo aspri corpo a corpo. Soltanto in un secondo tempo Cadorna si rese conto che l'ipotesi del tradimento era fragile e, interrogato dalla commissione d'inchiesta, preferì negarla decisamente, anche perché di fronte alla mole di documentazione raccolta dalla commissione, non era più possibile negare l'evidenza.

### L'ipotesi dello "sciopero militare"
Dopo lo spettro del tradimento si fece largo la spiegazione di Caporetto attraverso l'ipotesi dello "sciopero militare", che fu più persistente nell'opinione pubblica rispetto alla precedente. Secondo molti, il 24 ottobre non ci fu una vera e propria battaglia perché la maggior parte della 2ª Armata si rifiutò semplicemente di combattere, invocando la pace e iniziando a marciare verso le retrovie: si trattò di una teoria che, richiedendo meno dimostrazioni di quella del passaggio all'avversario, ebbe più risonanza e, anzi, poteva amalgamarsi alle voci di tradimento. Addirittura sembrò spiegare con maggior fascino il crollo del fronte; a qualche successo locale effettivamente colto dagli austro-tedeschi si sarebbe sommato l'effetto del tradimento (di alcuni reparti) e dello sciopero (effettuato da altre unità), cosa che aprì loro la via per la pianura. In ogni caso ci si rifiutava di riconoscere la superiorità tattica e i meriti dell'avversario.
Per Cadorna e tutta l'opinione pubblica interventista, il crollo dell'esercito era stata opera dei "sobillatori", del nemico interno, e, per mantenere il mito consolatorio del popolo-esercito paziente e rassegnato, fu diffusa e ingigantita la figura sociale del "disfattista"; si forniva, così, la spiegazione di ogni male e si dava credito alle correnti politiche antisocialiste. Le voci più dure contro il disfattismo arrivarono dall'interventismo democratico, che sulla guerra aveva riposto tutta la sua identità, e che vedeva mancare il presupposto fondamentale del suo ragionamento: la partecipazione consapevole delle masse popolari allo sforzo bellico. Per molti, dunque, la propaganda disfattista di socialisti e cattolici aveva ormai intaccato il morale dei soldati: nacque così la leggenda dello "sciopero militare". L'interpretazione morale di Caporetto come sciopero militare ebbe facile presa perché mancò l'interesse a ricercare le vere cause della sconfitta: innanzitutto Cadorna e il comandante della 2ª Armata, Luigi Capello, perché avrebbero dovuto riconoscere i loro errori; il comando supremo, perché avrebbe dovuto ammettere le colpe del comandante del XXVII Corpo d'armata, generale Pietro Badoglio; molti interventisti, perché altrimenti non avrebbero potuto far ricadere la colpa della sconfitta sui neutralisti; gli stessi neutralisti, perché questa interpretazione della disfatta confermava la voglia di pace delle masse italiane. Molti studiosi, infine, non vollero approfondire, mossi dal desiderio di evitare scontri con la classe dirigente e di preservare l'orgoglio nazionale.
Negli anni successivi, Cadorna continuò a sostenere che la sconfitta fosse attribuibile allo «sciopero militare» e «all'anarchia dilagante nei ranghi delle armate». Le quattro lettere inviate al presidente del consiglio Boselli nell'estate 1917 sono rivelatrici di quanto scarsa fosse la fiducia del generale nei confronti della comunità nazionale e del governo. Secondo Marco Mondini, queste lettere rappresentano «il tentativo allarmante di un generale all'acme del potere e ritenuto intoccabile di intromettersi nella gestione della politica interna, ma furono anche di più: lo sguardo inquieto di un comandante che vedeva segni di disgregazione ovunque nel suo esercito, e riteneva che l’inazione di un governo debole stesse compromettendo la sopravvivenza dello stesso paese». Mondini, dunque, ne deduce che non solo Caporetto fu, per Cadorna, la dimostrazione che le sue paure e i suoi timori erano concreti, ma anche la conseguenza diretta di carenza di «[...] volontà e [...] energia» per cui era necessario disfarsi dei "germi velenosi" nel paese: nell'estate 1917, in una lettera ai familiari, arrivò a scrivere «il paese avrà quello che si merita».

### L'interpretazione moderna
Successivamente alle opere di Mario Isnenghi del 1967 e Enzo Forcella e Alberto Monticone del 1968, gli studi su Caporetto e sulla giustizia militare in seno al Regio Esercito, conobbero una vera e propria rinascita, accantonando l'interpretazione patriottica della «guerra '15-'18» in cui il conflitto veniva presentato come l'apice dell'unità nazionale e Caporetto una parentesi che culminò con la vittoria di Vittorio Veneto. Nuove letture concordavano nell'indicare Caporetto una sconfitta prettamente militare e non una sconfitta morale dovuta a cause esterne, e si discostano dall'idea - prima predominante - che il Regio Esercito fosse un esercito compatto ed entusiasta della condotta di guerra. Gli storici concordano ormai sul carattere di sconfitta militare di Caporetto: partendo dallo storico Piero Pieri, il quale nel suo L'Italia nella prima guerra mondiale, oltre ad evidenziare le mancanze tattiche e di addestramento del Regio Esercito, specificò come i combattenti italiani durante le battaglie nella ritirata diedero in realtà un grosso e onorevole contributo durante i combattimenti. E mise a confronto il sacrificio di molti reparti della 2ª Armata con il pietoso spettacolo fornito dagli alti comandi, enfatizzando poi la riuscita stabilizzazione del fronte sul Piave. Anche Piero Melograni nel suo Storia politica della Grande Guerra evidenziò il carattere militare della sconfitta di Caporetto, insistendo sul "panico" diffusosi soprattutto sui comandi ma anche fra le truppe, incapaci di affrontare le innovative tattiche nemiche, ma evidenziando, parimenti a Pieri, la riscossa morale avvenuta sul Piave.
Lo storico Mario Isnenghi - precursore dei nuovi studi su Caporetto con il suo I vinti di Caporetto nella letteratura di guerra - rimarcò l'aspetto della soggettività dei soldati investiti dall'offensiva austro-tedesca, notando come – già dalla primissima memorialistica degli ufficiali protagonisti – «gli atteggiamenti militarmente e socialmente rivoltosi» dei soldati venivano «rimossi o superati come non determinanti», di modo che «la massa dei soldati si [veniva] a presentare [...] come materia naturalmente e remissivamente disposta a trovar forma dalla e per la superiore volontà altrui». Giorgio Rochat concentrò la sua attenzione su Caporetto quale nodo e punto di svolta della guerra italiana, sottolineando che l'efficienza e l'unità dell'esercito prima di Caporetto era dovuta soprattutto alla repressione e alla struttura sociale italiana indirizzata nel creare una base di contadini obbedienti grazie alla «catena famiglia, scuola, chiesa, lavoro e caserma [che] educava il contadino all'obbedienza». Un'efficienza che però si riprese subito dopo il Piave grazie al carattere nuovo con cui la propaganda poté descrivere la guerra, divenuta difensiva e non più offensiva, che metteva da parte l'obbedienza incondizionata ottenuta con la repressione ma dava una vera ragione morale e psicologia ai soldati, i quali si trovavano ora a difendere il proprio paese e quindi le proprie famiglie dall'invasore. Sempre secondo Rochat dunque, l'esercito che si riformò sul Piave diede, alla prova dei fatti, una prova di efficienza non di molto inferiore a quella degli altri eserciti combattenti.